# جريس إليسون
جريس ماري إليسون (توفيت في 3 أكتوبر 1935) كانت صحفية بريطانية. كتبت عدة كتب عن تركيا. على الرغم من أنها لم تكن ممرضة مدربة، إلا أنها كانت مؤسِّسة فيلق تمريض العلم الفرنسي خلال الحرب العالمية الأولى.